# ロルフ・ベンツ

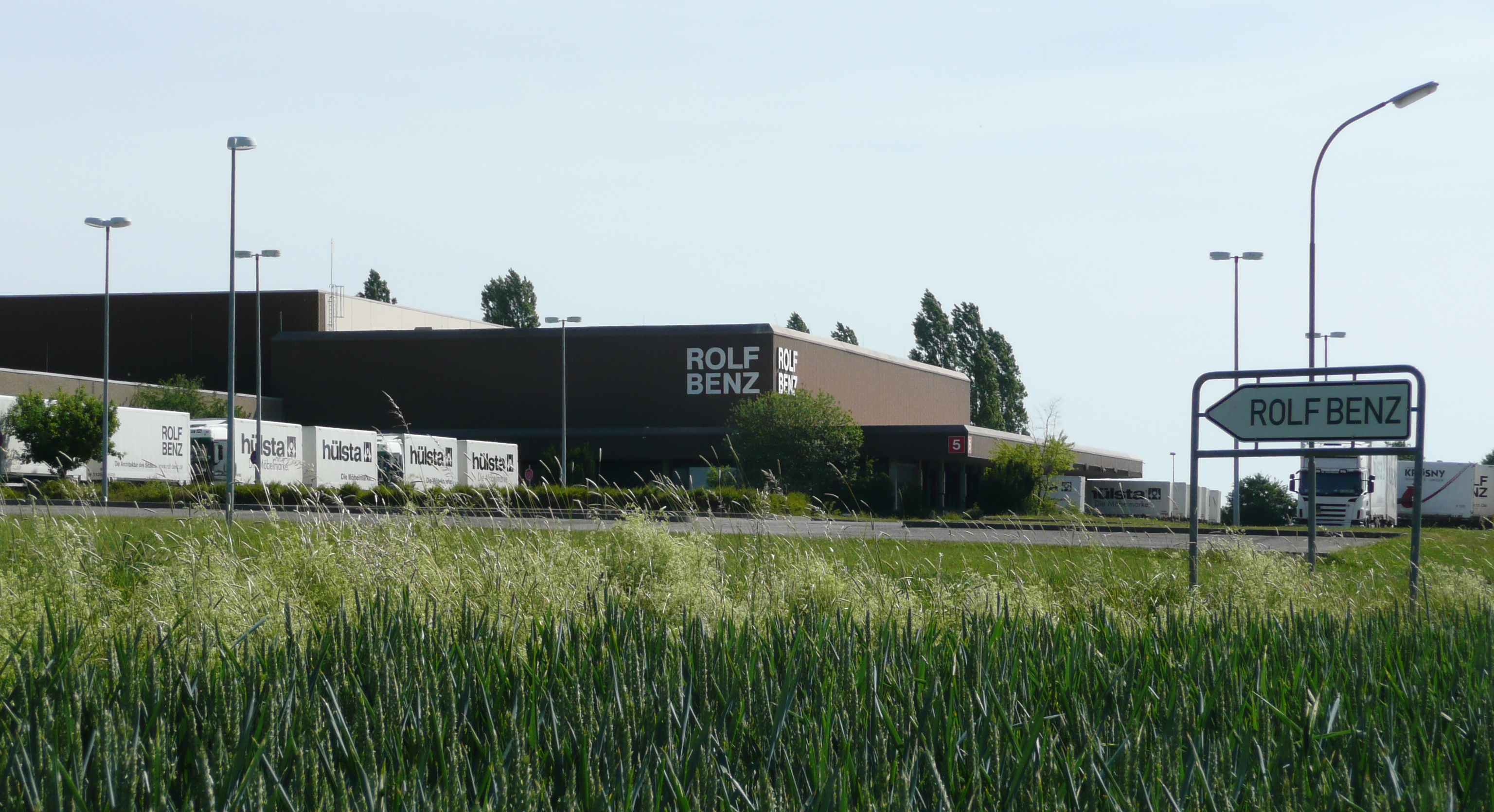
Rolf Benz AG & Co. KG

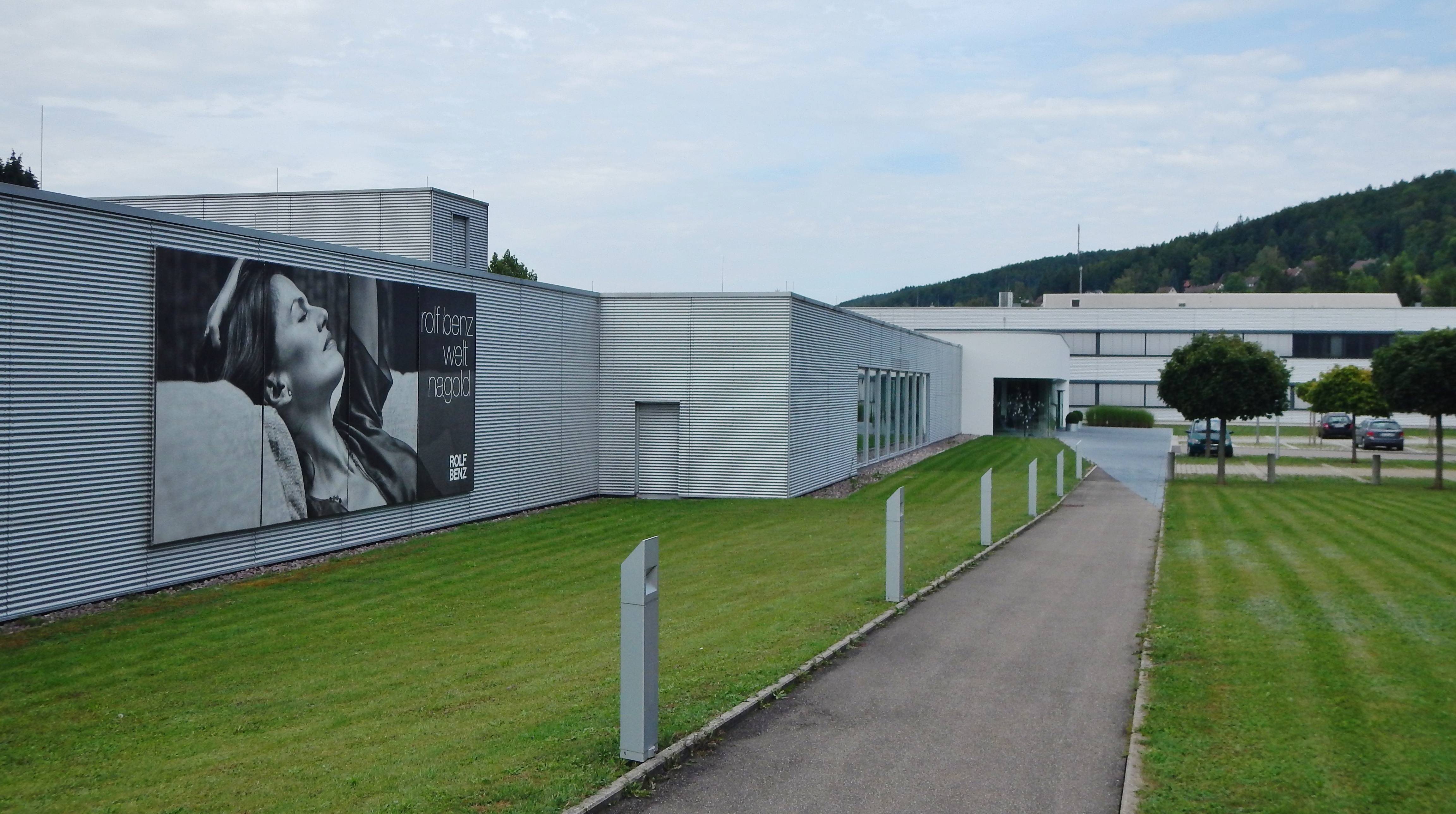
Rolf Benz Welt

ロルフベンツ（rolf benz）は、ドイツの高級家具メーカー。

## 概要
1959年ロルフ・ベンツはドイツで家具作りを始めた。1964年コーナーソファー「アディホーム」と硬さの異なるウレタンフォームを貼り合わせる多層構造マットレスの発明をきっかけとしてロルフ・ベンツにより従業員数３５名の会社として創業。前述のとおりロルフベンツは世界ではじめてコーナーソファーを創りだした会社である。それは各家庭にに普及したTVへの対応のためであり、ソファーを応接用品からリビングでくつろぐための家具へと再発明したという意味がある。1980年ウェルレ・ホールディングが経営権の大部分を引き継ぐ。1993年株式会社化。1998年欧州最大の家具製造企業グループであるヒュルスタグループの傘下になった。それを受け1999年創業者ロルフ・ベンツは退社。2000年株式を非公開化した。2001年ISO９００１認証取得。2011年"freistil ROLF BENZ"という新しいコンセプトの家具のシリーズを発表。同時に作られた"ROLF BENZ CONTRACT"は建築家などと協力して作られたブランドで公共建築やオフィスでの用途を想定して作られたシリーズである。
現在のロルフベンツは中高価格帯のセグメントに属し、その製品のすべてをドイツ国内で製造している。

## 代表作
- rolf benz 6500
- rolf benz 3100
- アディホーム